# Chitrakoot (Satna)
Chitrakoot is een nagar panchayat (plaats) in het district Satna van de Indiase staat Madhya Pradesh. De stad wordt aan drie kanten omsloten door het gelijknamige district Chitrakoot, dat echter tot de staat Uttar Pradesh behoort.

## Demografie
Volgens de Indiase volkstelling van 2001 wonen er 22.294 mensen in Chitrakoot, waarvan 57% mannelijk en 43% vrouwelijk is. De plaats heeft een alfabetiseringsgraad van 50%.